# Eric Van der Woodsen
Eric van der Woodsen é um personagem fictício na série Gossip Girl interpretado por Connor Paolo.

## 1.ª Temporada
Eric, o irmão mais novo de Serena van der Woodsen, é a razão para ela voltar a Nova York depois do incidente ocorrido. Ele está numa clínica de reabilitação por tentar cometer um suicídio, o que sua mãe, Lilly Van der Woodsen quer esconder da sociedade nova-iorquina.Eric tentou se suicidar pois estava se sentindo muito sozinho e ao mesmo tempo estava com problemas em relação a sua sexualidade, se descobrindo homossexual. Depois do incidente, Eric vai para casa, onde se torna um personagem secundário na série.

## 2.ª Temporada
Eric vem dessa vez com histórias mais profundas, é introduzido na série um namorado. Apesar dos problemas, Eric é aceito na família e no meio em que vive sem nenhum preconceito. Nessa temporada sua amizade com Jenny Humphrey aumenta relativamente.

## 3.ª Temporada
A família Van Der Woodsen é o foco dessa nova temporada, temos a revelação do pai de Serena e Eric (que não o aceita). Eric rompe os laços com seu namorado, por causa de Jenny e logo se separa de sua amiga também. No final da temporada, Eric se vê com outra pessoa, um novo "amigo".

## 4.ª Temporada
Nesta fase da série, o foco é a universidade, portanto Eric fica um pouco de fora do contexto. Aparece em algumas cenas ajudando Dan e tentando unir cada vez mais sua mãe e Rufus. Eric só volta na 6ª Temporada no ultimo episódio.